# Lomas del Chacón
Lomas del Chacón är en ort i Mexiko.   Den ligger i kommunen Mineral de la Reforma och delstaten Hidalgo, i den sydöstra delen av landet, 80 km nordost om huvudstaden Mexico City. Lomas del Chacón ligger 2 395 meter över havet och antalet invånare är 241.
Terrängen runt Lomas del Chacón är kuperad åt nordost, men åt sydväst är den platt. Runt Lomas del Chacón är det mycket tätbefolkat, med 1 135 invånare per kvadratkilometer. Närmaste större samhälle är Pachuca de Soto, 4,1 km norr om Lomas del Chacón. Omgivningarna runt Lomas del Chacón är i huvudsak ett öppet busklandskap.